# Anurognathus
Anurognathus es un género extinto de pterosaurio ranforrincoideo que vivió hace aproximadamente 150 millones de años a finales del período Jurásico (Titoniense) en Europa, específicamente de la Formación Altmühltal en Alemania.
Anurognathus fue originalmente descrito y nombrado por Ludwig Döderlein en 1923. La especie tipo es Anurognathus ammoni. El nombre del género Anurognathus se deriva del griego αν/an- ("sin"), оυρα/oura ("cola") y γναθος/gnathos ("mandíbula") en referencia a su cola inusualmente corta en comparación a otros pterosaurios "ranforrincoideos" (es decir, basales). El nombre de la especie ammoni es en honor del geólogo bávaro Ludwig von Ammon, de cuya colección Döderlein había adquirido el fósil en 1922.

## Descripción
El género está basado en el holotipo BSP 1922.I.42 (Bayerische Staatssammlung für Palaeontologie und Geologie), hallado en la Caliza de Solnhofen cerca de Eichstätt. Este consiste de un esqueleto relativamente completo aplastado en una lámina. La contralámina se ha perdido con muchos de los huesos: la mayor parte del esqueleto es solo visible como una impresión. 

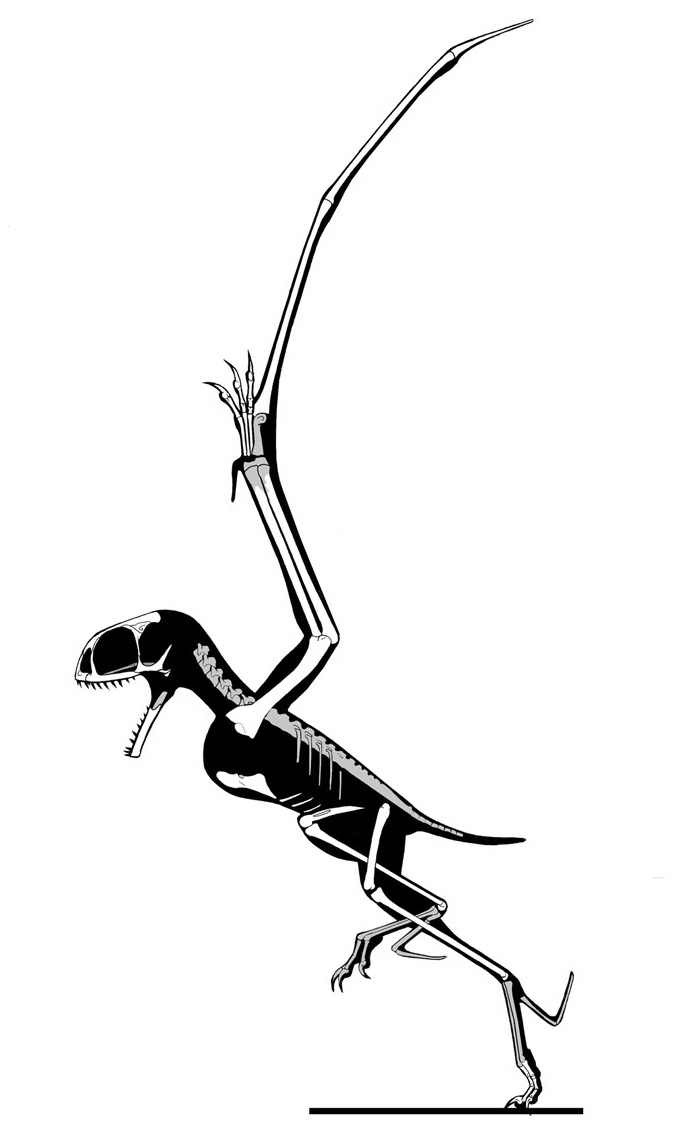
Recreación de los fósiles del espécimen holotipo.

Anurognathus tenía una cabeza corta con dientes semejantes a agujas para atrapar insectos y aunque tradicionalmente se ha adscrito al grupo de pterosaurios de cola larga "Rhamphorhynchoidea", su cola era comparativamente corta, permitiéndole más maniobrabilidad para cazar. Según Döderlein la cola reducida de Anurognathus era similar al pigóstilo de las aves modernas. Sus rasgos de "ranforrincoide" típico incluyen su quinto dedo del pie alargado y cuello y metacarpos cortos. Con una envergadura estimada de cincuenta centímetros y una longitud corporal (cráneo incluido) de nueve centímetros, su peso era reducido: en 2008 Mark Paul Witton estimó una masa de cuarenta gramos para un espécimen con una envergadura de 35 centímetros. El holotipo fue redescrito por Peter Wellnhofer en 1975. 
Más tarde se halló un segundo espécimen más pequeño, probablemente de un individuo subadulto. Su lámina y contralámina estaban separadas y ambas fueron vendidas a colecciones privadas; ninguna tiene un registro oficial. Fueron descritas por S. Christopher Bennet en 2007. Este segundo ejemplar es mucho más completo y mejor articulado. Las láminas muestran impresiones de una gran parte de la membrana de vuelo y bajo la luz ultravioleta son visibles restos de los músculos del muslo y del brazo. Esto ha proveído de nueva información sobre muchos puntos de su anatomía. Se ha mostrado que el cráneo eran muy corto y ancho, más amplio que largo. Esto indica que Wellnhofer había reconstruido incorrectamente el cráneo en 1975, confundiendo las grandes cuencas oculares con las fenestras antorbitales, las aberturas craneales que en muchos pterosaurios son mayores que las órbitas oculares pero en Anurognathus son pequeñas y se sitúan junto con las fosas nasales al frente del hocico aplanado. Los ojos apuntaban hacia adelante en cierto grado, dándole alguna visión binocular. La mayor parte del cráneo consistía de puntales óseos. El presunto pigóstilo estaba ausente; la investigación de las vértebras reales en vez de la impresión mostró que en realidad tenía nueve vértebras sin fusionar, aunque muy reducidas. El dedo del ala carecía de la cuarta falange. Según Bennet, una membrana, visible cerca de la espinilla, muestra que el ala se conectaba al tobillo y por lo tanto eran cortas y anchas. Bennett también reestudió el holotipo, interpretando las protuberancias en sus mandíbulas como una indicación de que tenía pelos que formaban unas cerdas sobresalientes presentes sobre el hocico.
Anurognathus fue asignado en 1937 por Oskar Kuhn a la familia Anurognathidae. En el actual clado Anurognathidae, Anurognathus es el taxón hermano del clado Asiaticognathidae, el cual contiene los géneros Batrachognathus, Dendrorhynchoides y Jeholopterus.
Según Döderlein Anurognathus era, con sus largas alas, un rápido volador que sorprendía a sus presas, de forma similar al actual chotacabras. Sin embargo Bennett infirió del descubrimiento del verdadero tamaño corto de las alas, combinado con la cola corta, que era un depredador volador lento, especializado en cazar con su maniobrabilidad, con grandes ojos adaptados a una forma de vida crepuscular. Esto podría ser corroborado por la gran flexibilidad de las articulaciones del dedo del ala.

## En la cultura popular

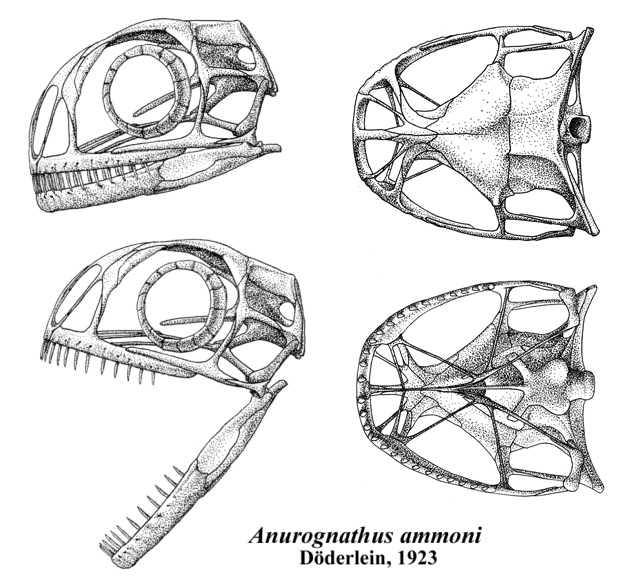
Cráneo restaurado.

Anurognathus fue representado en el segundo episodio de la miniserie documental de la BBC Walking with Dinosaurs, en la cual aparece en una relación simbiótica mutua con el dinosaurio Diplodocus, comiendo insectos parásito de su piel. Aunque esto es meramente hipotético, representa una simbiosis similar a la del moderno picabueyes.
Anurognathus apareció en el quinto episodio de la serie de televisión de ciencia ficción de ITV Primeval. Aquí, Anurognathus fue representado erróneamente viviendo en el período Cretácico Superior, hace 85 millones de años, con un comportamiento parecido al de una piraña. Los productores del programa mostraron a Anurognathus con un sorprendente sentido del olfato, capaz de detectar sangre desde grandes distancias. Se mostró a una parvada devorando la carne de un cadáver en cuestión de minutos, un comportamiento extraño teniendo en cuenta que la evidencia anatómica muestra que esta especie era un insectívoro más similar a los modernos podargos. Estos cambios fueron realizados por motivos dramáticos. Anurognathus hizo una reaparición en el quinto episodio de la quinta temporada de la serie.